# Giuseppe Verduci
Giuseppe Verduci (Regio de Calabria, Italia, 4 de enero de 2002) es un futbolista italiano que juega de defensa en la FC Arzignano Valchiampo de la Serie C.

## Trayectoria

### Inicios
Se incorporó a la Polisportiva Bruinese a los cuatro años. Se trasladó a Turín a la edad de seis años. A los 10 años, se trasladó a la Juventus. En 2017, ganó el campeonato para menores de 15 años.

### Juventus de Turín "B"
Debutó con la Juventus de Turín "B" -el equipo de reserva de la Juventus de Turín- el 7 de marzo de 2021 en una victoria a domicilio por 1-0 contra la U. S. Grosseto 1912.

#### Préstamo al Grosseto
El 25 de agosto de 2021 fue cedido a Grosseto. El 31 de enero de 2022 se interrumpió el préstamo. Sólo hizo 6 apariciones con ellos.

## Estilo de juego
Es principalmente un lateral izquierdo, pero también puede jugar como central.

## Estadísticas

### Clubes
Actualizado al último partido disputado el 30 de noviembre de 2022.
| Club                           | Div.          | Temporada     | Liga  | Liga  | Copas nacionales | Copas nacionales | Copas internacionales | Copas internacionales | Total | Total |
| Club                           | Div.          | Temporada     | Part. | Goles | Part.            | Goles            | Part.                 | Goles                 | Part. | Goles |
| ------------------------------ | ------------- | ------------- | ----- | ----- | ---------------- | ---------------- | --------------------- | --------------------- | ----- | ----- |
| Juventus de Turín "B" · Italia | 3.ª           | 2020-21       | 1     | 0     | 0                | 0                | —                     | —                     | 1     | 0     |
| U. S. Grosseto 1912 · Italia   | 3.ª           | 2021-22       | 5     | 0     | 0                | 0                | —                     | —                     | 5     | 0     |
| U. S. Grosseto 1912 · Italia   | Total club    | Total club    | 5     | 0     | 0                | 0                | 0                     | 0                     | 5     | 0     |
| Juventus de Turín "B" · Italia | 3.ª           | 2021-22       | 7     | 0     | 2                | 1                | —                     | —                     | 9     | 1     |
| Juventus de Turín "B" · Italia | 3.ª           | 2022-23       | 5     | 0     | 0                | 0                | —                     | —                     | 5     | 0     |
| Juventus de Turín "B" · Italia | Total club    | Total club    | 13    | 0     | 2                | 1                | 0                     | 0                     | 15    | 1     |
| Total carrera                  | Total carrera | Total carrera | 18    | 0     | 2                | 1                | 0                     | 0                     | 20    | 1     |